# 히가시마타촌
히가시마타촌(일본어: 東又村)은 일본 고치현 다카오카군에 있던 촌이다. 현재의 시만토정에 해당한다.

## 역사
- 1889년 4월 1일 - 정촌제 시행에 의해 17촌의 구역으로 성립하였다.
- 1955년 1월 1일 - 구 구보카와정, 오키쓰촌, 마쓰바카와촌, 니이다촌과 합병해, 새로운 구보카와정이 성립, 동일 히가시마타촌은 폐지되었다.

## 교통

### 철도
현재는 구촌지역에 일본국유철도 도산선이 지나가지만 역은 소재하지 않았다.

## 참고 문헌
- 角川日本地名大辞典編纂委員会,『角川日本地名大辞典 39 高知県』1983, 角川書店